# Holcichneumon globulifer
Holcichneumon globulifer là một loài tò vò trong họ Ichneumonidae.